# Alifakovac
Alifakovac est un cimetière musulman situé en Bosnie-Herzégovine, dans la Ville de Sarajevo. Occupé depuis le XVIe siècle, il est inscrit sur la liste des monuments nationaux de Bosnie-Herzégovine.
Le cimetière abrite des nişans, des turbes et une fontaine.

## Localisation

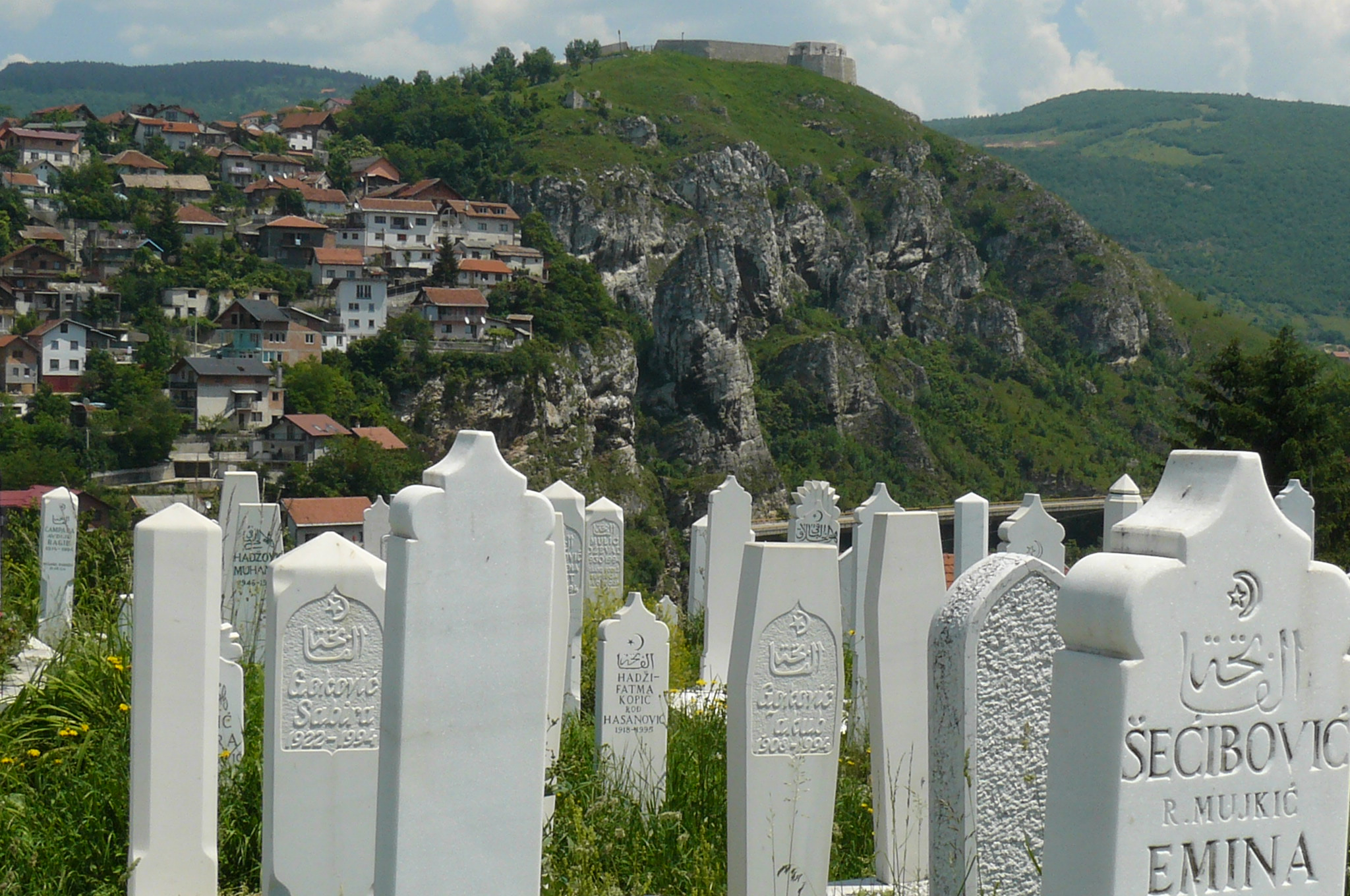
Autre vue du cimetière

## Description

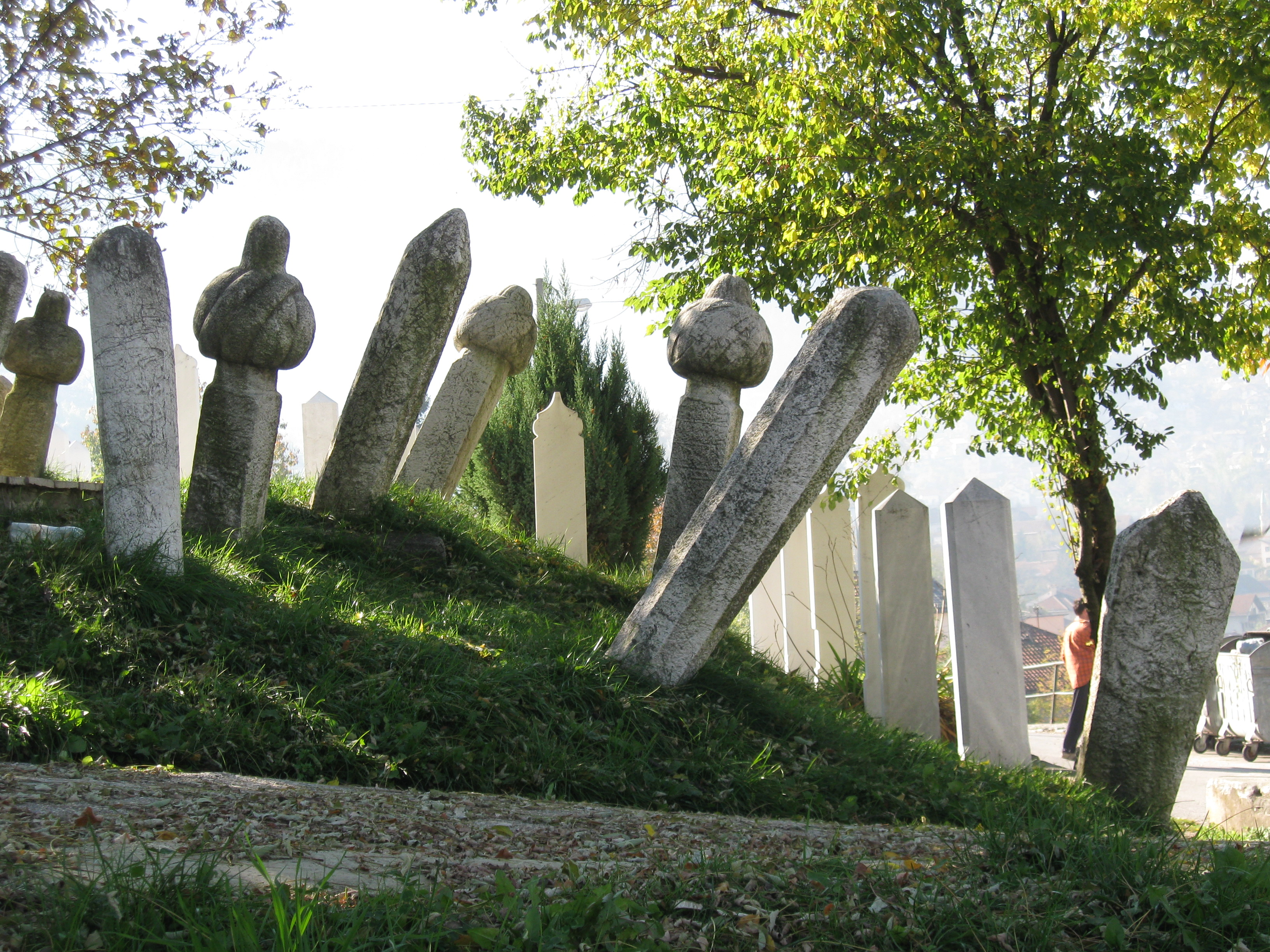
Nişans dans le cimetière